# Ambros Alfred Clementso
Ambros Alfred Clementso (* 28. Oktober 1831 in Eger, Bezirk Eger, Königreich Böhmen; † 19. Juli 1900 in Marienbad, Österreich-Ungarn) war Prämonstratenser und von 1887 bis 1900 der 48. Abt des Stiftes Tepl in Westböhmen.

## Leben und Wirken
Clementso war ein Sohn eines nach Eger zugezogenen Tuchmachers und einer Egerer Bürgertochter, wurde im Jahre 1854 zum Priester geweiht und erwarb die Doktor-Würde, vermutlich an der Universität Prag. Im Jahr 1886 war er als Angehöriger des Stiftes Tepl Brunneninspektor des Kurortes Marienbad und förderte die Entwicklung Marienbads zu einem Bad der europäischen Prominenz durch den Bau von zwei zusätzlichen Badehäusern, einem Kursalon und einer weiteren Kolonnade; eine Heilquelle erhielt seinen Vornamen als „Alfredquelle“.
Das Stift Tepl ließ er 1888 durch den Bau einer Krankenstation für Klosterangehörige, einer Mühle, einem Brauhaus und Stallungen ausbauen und ein Post- und Telegraphenamt einrichten. Seit 1896 bestand durch die private Eisenbahn Marienbad–Karlsbad ein Anschluss an das Bahnnetz mit Verbindungen nach Prag und Wien.
Abt Clementso war 1887 bis 1900 der 48. Abt des Stiftes Tepl, Konsistorialrat, Generalvikar und Landesprälat für Böhmen, wurde Ehrenbürger von Marienbad und Orten in der Umgebung und war Ritter des Kaiser-Franz-Joseph-Ordens. Während seiner Zeit als Abt feierte das Stift Tepl im Jahr 1892 den 700. Jahrestag seiner Gründung und im Jahr 1898 die Seligsprechung des Gründers Hroznata von Ovenec.